# Sant Sebastià de Font-rabiosa
Sant Sebastià de Font-rabiosa és l'església parroquial del poble i comuna de Font-rabiosa, a la comarca del Capcir, de la Catalunya del Nord.
Està situada a la zona sud-est del nucli de població de Font-rabiosa, a la dreta del Torrent, mentre que la major part del poble és a l'esquerra d'aquest curs d'aigua.

## Història
Un document, que s'ha demostrat que és fals, de Carles III de França, datat el 908, confirmava la possessió de l'església en favor de l'abadia de Sant Jaume de Jocon (Occitània), juntament amb altres indrets del Capcir; aquesta possessió volia ser reafirmada al segle xiii o al XIV per la mateixa abadia per defensar-se de les pretensions annexionistes del monestir de Sant Miquel de Cuixà, a través del document falsificat. Es tracta d'un litigi existent en aquell moment entre el monestir de Cuixà, que dominava bona part del Capcir meridional, davant del de Jocon, fort la zona septentrional de la comarca.

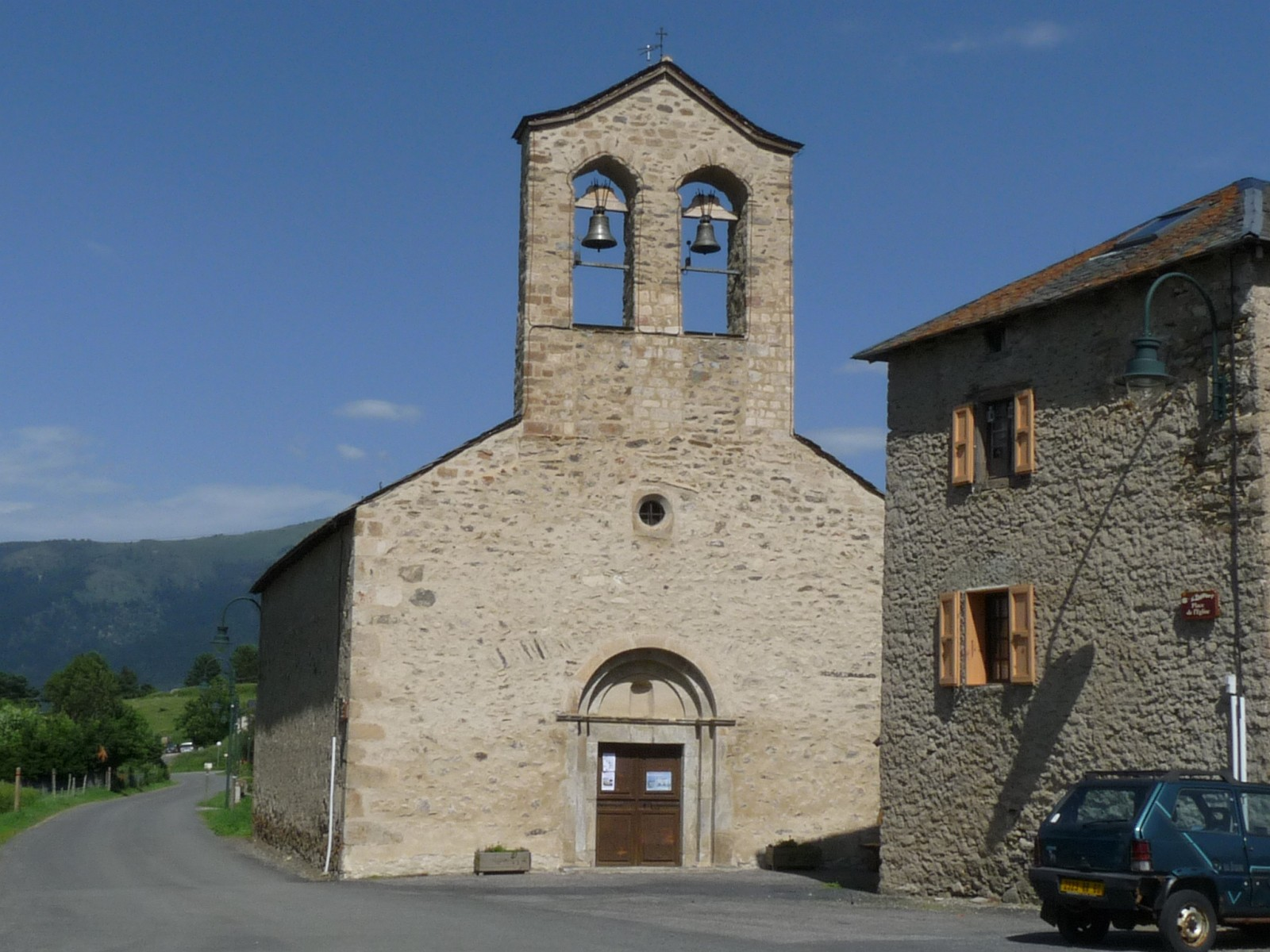
Façana occidental

L'edifici va ser renovat profundament a començaments del segle xviii, com en dona testimoni la data 1712 que mostra la portalada de la cara oest. En els darrers anys ha estat restaurat novament.
Durant un llarg període, i fins al 1896, els habitants d'Aiguatèbia peregrinaven cada set anys fins a Sant Sebastià portant-hi llargues espelmes de cera arranjades al voltant d'una gran roda (una tradició molt similar es perpetua encara ara al Vallespir, a la processó de la Rodella de Montboló), que havia de cremar fins al pelegrinatge següent. Es creu que la processó d'Aiguatèbia s'originà de resultes de l'epidèmia de Pesta Negra del 1348.
Des dels anys seixanta del segle xx, el lloc ha esdevingut el centre de la celebració capcinesa de la festa de sant Sebastià, de gran predicament arreu del país.

## Arquitectura

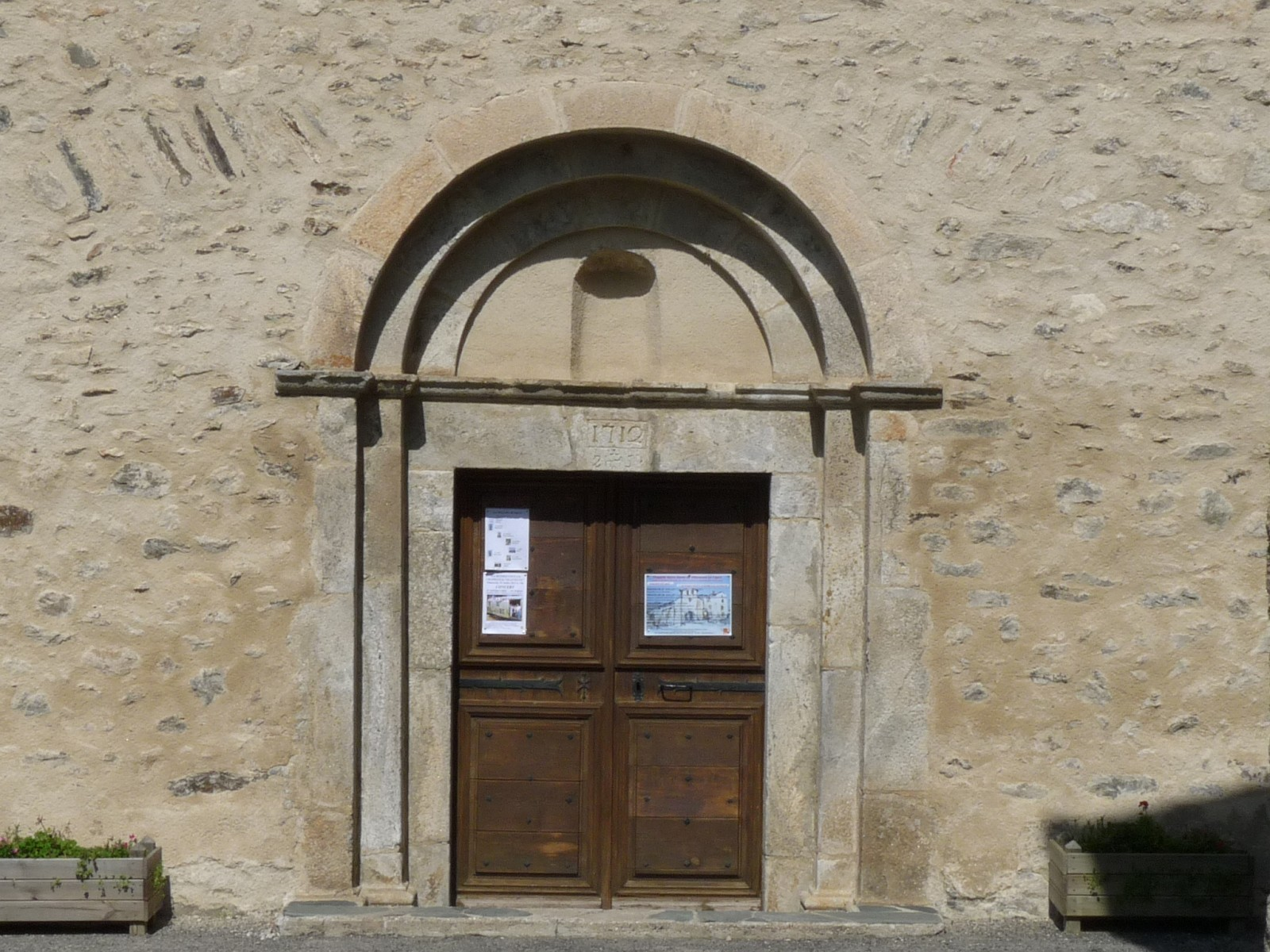
Detall de la portalada

És un edifici romànic de reduïdes dimensions i de nau única, de 20,5 m de llargària per 10,2 d'amplària, coberta amb volta de canó semicircular, amb un absis semicircular a llevant, amb coberta de quart d'esfera. L'absis té una finestra d'una sola esqueixada, de 75 per 22 cm.
Tot i que s'hi reconeix la planta i els volums generals com a pertanyents al romànic, el temple actual data del 1712, tot i que posseeix la major part dels carreus procedents de l'església primitiva. L'aparell general és de reble, però les cantoneres i les obertures són obrats en carreus regulars ben tallats.
La porta, a la façana oest, és emmarcada per dues arquivoltes rectes, damunt d'una imposta en cavet, amb timpà i llinda llises, i segueix la pauta general dels portals rossellonesos del segle xii. Sobre aquesta mateixa façana de ponent s'alça un campanar d'espadanya, amb dues obertures rematat per una creu.

## Mobiliari i decoració
Conserva una estàtua de sant Sebastià del segle xvi, i un reliquiari del XVII. El retaule de l'altar és dedicat a sant Sebastià. És del segle xvii, signat per Melair, cosa que el vincularia al taller de Joan Jaume Melair. En el decurs d'unes restauracions modernes es descobriren uns frescos dedicats a la Nativitat i la Crucifixió que havien romàs amagats durant segles.